# Santi Vito e Modesto
Santi Vito e Modesto, emellanåt benämnd Santi Vito, Modesto e Crescenzia, är en kyrkobyggnad och titeldiakonia i Rom, helgad åt de heliga martyrerna Vitus, Modestus och Crescentia. Kyrkan är belägen vid Via di San Vito i Rione Esquilino och tillhör församlingen Santa Maria Maggiore in San Vito.

## Historia
Kyrkan uppfördes på 300-talet i närheten av Macellum Liviae. Den byggdes om under påve Sixtus IV (1471–1484); marmorportalen från denna ombyggnad är bevarad. Interiören hyser fresken Jungfrun med Barnet och helgon, attribuerad åt Antoniazzo Romano.
I kyrkan bevaras petra scelerata, ”orättfärdighetens sten”, vilken enligt traditionen användes som tortyr- och avrättningsredskap mot kristna martyrer.

## Titeldiakonia
Titeldiakonian Santi Vito, Modesto e Crescenzia, initialt benämnd San Vito in Macello Martyrum, omnämns under påve Leo III:s pontifikat (795–816).
Kardinaldiakoner under 1900- och 2000-talet
- Vakant: 1891–1901
- Francesco di Paola Cassetta, in commendam: 1901–1905
- Vakant: 1905–1936
- Eugène Tisserant: 1936–1937, titulus pro illa vice: 1937–1939
- Vakant: 1939–1959
- José María Bueno y Monreal, titulus pro illa vice: 1959–1987
- Vakant: 1987–2007
- Umberto Betti: 2007–2009
- Vakant: 2009–2012
- Giuseppe Bertello: 2012–

## Bilder
| - Lynettfresken Jungfrun med Barnet och helgon, attribuerad åt Antoniazzo Romano. |